# Mileena
Mileena es un personaje de la franquicia de videojuego de peleas Mortal Kombat. Es una ninja que utiliza un par de sais como armas principales. También es conocida por sus habilidades de teletransportación y, en algunas versiones, por sus movimientos caníbales.

## Descripción del personaje
Mileena es presentada de distintas maneras a lo largo de la saga. En la mayoría de sus apariciones, es un clon de Kitana, creado por Shang Tsung a petición de Shao Kahn. La principal diferencia física entre ambas es la boca de Mileena, que presenta una gran dentadura tarkatana.
En el reinicio de la serie en Mortal Kombat 9 (2011), Mileena muestra una personalidad más inestable, debido a su corta edad, e incorpora movimientos caníbales. En MKX y MK11, se presenta una versión más madura del personaje, explorando su mandato como Kahn y el rechazo que sufre por su origen.
En Mortal Kombat 1, Mileena es la heredera al trono del Mundo Exterior, y se muestra como un personaje más familiar y respetado. En esta versión, su apariencia tarkatana se debe a una enfermedad llamada Tarkat.

## Apariciones

### En videojuegos
Después de que el emperador del Mundo Exterior, Shao Kahn, conquistara Edenia, decidió criar a Kitana, la hija del antiguo gobernante Jerrod, como su propia hija. Temiendo que Kitana descubriera su verdadero origen y se rebelara, Kahn ordenó a Shang Tsung crear un clon más leal y letal. Así nació Mileena, a partir de la fusión de la esencia del guerrero tarkatano Baraka y genes de Kitana. Aunque el proceso no fue perfecto, resultando en una boca desfigurada con dientes tarkatanos, Mileena se convirtió en una espía y asesina de élite, vigilando a Kitana y asegurándose de su lealtad. Mileena creció junto a Kitana como hijas adoptivas de Shao Kahn, pero siempre sintió resentimiento por ser la menos preferida.
Cuando Kitana descubrió la verdad sobre su pasado y se alió con el Reino de la Tierra durante los eventos de Mortal Kombat II, Mileena recibió la orden de vigilarla de cerca. Se alió en secreto con Baraka, pero fue asesinada por Kitana. Su alma descendió al Inframundo.
En Ultimate Mortal Kombat 3, Shao Kahn resucitó a Mileena para que lo ayudara a derrotar a los guerreros de la Tierra, otorgándole la habilidad de leer los pensamientos de Kitana. Shinnok, el gobernante del Inframundo, vio esto como una oportunidad para monitorear los eventos en el Reino de la Tierra y permitió que Mileena regresara a la vida. Después de la derrota de Kahn, Mileena fue llamada de regreso al Inframundo.
En Mortal Kombat: Gold, Mileena ayudó a Shinnok en su invasión a Edenia, pero permitió que Kitana escapara. Después de la derrota de Shinnok, Mileena exigió compartir el poder de Edenia con Kitana, pero fue rechazada y encarcelada.
Años después, durante los eventos de Mortal Kombat: Deception, Mileena fue liberada por Baraka cuando Onaga, el Rey Dragón, invadió Edenia. Mileena se hizo pasar por Kitana para confundir a sus enemigos y, en secreto, planeó tomar el control de las fuerzas de Edenia y de Onaga. En el modo Konquest, entrenó a Shujinko y luchó contra Jade.
En Mortal Kombat: Armageddon, Mileena tomó el control de la fortaleza de Shao Kahn, haciéndose pasar por Kitana. Sin embargo, se vio obligada a ceder el trono cuando Shao Kahn regresó. Kahn le ordenó capturar a Shujinko, pero Mileena tenía sus propios planes para recuperar el trono. Fue asesinada por Shang Tsung durante la batalla final.
En el reinicio de la serie, Mortal Kombat 9 (2011), Mileena fue creada por Shang Tsung en los "Fosos de Carne" durante el segundo torneo. Con una personalidad dañada y salvaje, Shao Kahn la controlaba, utilizando sus métodos de seducción seguidos de canibalismo. En el modo historia, se enfrentó a Kitana, Jade, Stryker y Kabal. Shao Kahn la consideraba su "verdadera hija".
Mileena regresó como personaje jugable en Mortal Kombat X. Tras la muerte de Shao Kahn, se convirtió en emperatriz del Mundo Exterior, pero fue derrocada por Kotal Kahn cuando Reptile reveló su verdadero origen. Mileena lideró una rebelión, aliándose con Rain, Tanya, Baraka y Kano, utilizando el amuleto de Shinnok. Finalmente, fue capturada y ejecutada por D'Vorah bajo las órdenes de Kotal Kahn.
En Mortal Kombat 11, Mileena fue añadida como personaje descargable (DLC) en el Kombat Pack 2. Aunque no forma parte del modo historia principal, sus diálogos revelan detalles sobre su relación con Tanya, la traición de Rain y su relación con Kitana, Shao Kahn y Sindel.
En Mortal Kombat 1, Mileena experimenta un retcon, asumiendo un papel protagónico como heroína y heredera al trono del Mundo Exterior. Mantiene una relación cercana con sus padres, Jerrod y Sindel, y con su hermana gemela, Kitana. Está infectada con la enfermedad "Tarkat", que la transforma en una tarkatana, pero Shang Tsung crea un suero para revertir temporalmente la transformación. Al final del modo historia, Mileena gobierna el Mundo Exterior tras la muerte de Sindel.

### Otros medios
Mileena ha aparecido en diversas adaptaciones de Mortal Kombat, incluyendo cómics, series de televisión y películas.
- Cómics de Midway (1994): Mileena tiene un papel menor en el cómic de Mortal Kombat II escrito por John Tobias. Mata al compañero de Jax, Steve Beran.
- Cómics de Malibu (1994-1995): Mileena es un personaje secundario recurrente. Forma parte de un equipo liderado por Kitana y se alía con Reptile.
- Mortal Kombat: Live Tour (1995): Mileena tiene un papel menor, interpretada por Jennifer DeCosta y Lexi Alexander.
- Mortal Kombat: Annihilation (1997): Mileena aparece brevemente, interpretada por Dana Hee. No se menciona su nombre, pero se la reconoce en los créditos.
- Mortal Kombat: Konquest (1999): Mileena aparece en el episodio "Shadow of a Doubt", interpretada por Meg Brown. No tiene relación con Kitana y es una guerrera del Mundo Exterior enviada por Shao Kahn.
- Mortal Kombat: Legacy (2011, 2013): Mileena aparece en la serie web, interpretada por Jolene Tran. Su historia se cuenta en los episodios "Kitana & Mileena". En la segunda temporada, es interpretada por Michelle Lee y es asesinada por Kitana.
- Mortal Kombat (2021): Mileena es interpretada por Sisi Stringer.
- Cómics de DC (2015): Mileena aparece en los cómics precuela de Mortal Kombat X. Se alía con Reiko y es emboscada por las fuerzas de Kotal Kahn.

## Diseño del personaje
Mileena fue creada por John Tobias como una contraparte femenina y antagónica de Kitana. Su arma principal son los sais, aunque en Mortal Kombat: Gold utilizó una espada. Sus movimientos especiales incluyen lanzamientos de sais, patadas teletransportadas y ataques acrobáticos. En algunas versiones, utiliza movimientos caníbales.
Su apariencia ha evolucionado a lo largo de la serie. En los primeros juegos, compartía el mismo modelo que Kitana y Jade, diferenciándose solo por el color de su traje. A partir de Mortal Kombat: Gold, cada personaje femenino recibió un diseño único. Su rasgo más distintivo es su boca tarkatana, que ha variado en tamaño y diseño. Sus trajes suelen ser reveladores, destacando su abdomen.
En Mortal Kombat X, su diseño se basó en el de Mortal Kombat: Legacy, con labios y dientes visibles solo en las mejillas.

## Jugabilidad
Mileena ha sido considerada un personaje de alto nivel en varios juegos de la serie. En Mortal Kombat II, fue elogiada por su velocidad, alcance y capacidad para realizar combos. En Ultimate Mortal Kombat 3, conservó su capacidad de "zoning" con proyectiles.
En Mortal Kombat: Deception, se la consideró un personaje con herramientas ofensivas sólidas, pero con debilidades en el alcance de sus ataques a distancia. En Mortal Kombat 9, se la consideró un personaje equilibrado.
En Mortal Kombat X, sus estilos de lucha se dividieron en tres variantes: "Ravenous" (enfocada en ataques caníbales), "Piercing" (enfocada en el uso de sais) y "Ethereal" (enfocada en la teletransportación).
En Mortal Kombat 11, regresó con movimientos y combos de juegos anteriores, con la posibilidad de combinar variantes.
No es jugable en Mortal Kombat: Shaolin Monks, pero aparece como subjefa. También ha aparecido en minijuegos de la franquicia.

## Recepción y críticas
Mileena ha sido un personaje popular y controvertido en la serie Mortal Kombat. Ha sido elogiada por su diseño, jugabilidad y personalidad, pero también criticada por su sexualización y violencia.
A principios de la década de 2000, fue promovida como un símbolo sexual, y su traje "Flesh Pits" en Mortal Kombat 9 fue particularmente controvertido. Algunos críticos lo consideraron ridículo y excesivamente sexualizado, mientras que otros lo vieron como una expresión de su naturaleza monstruosa.
También ha sido criticada por perpetuar estereotipos sobre las mujeres asiáticas y por su violencia gráfica. Algunos autores la han citado como un ejemplo de la misoginia en los videojuegos y de la erotización de la violencia contra las mujeres.
A pesar de las críticas, Mileena sigue siendo uno de los personajes más populares de Mortal Kombat. Ha sido clasificada en varias listas de los mejores personajes de juegos de lucha y ha sido elogiada por su papel como villana.
Su regreso en Mortal Kombat 11 como personaje DLC fue muy solicitado por los fanáticos, lo que generó debates en línea sobre su estatus en la serie.